# Paul Gruner (Physiker)
Franz Rudolf Paul Gruner (* 13. Januar 1869 in Bern; † 11. Dezember 1957 ebenda) war ein Schweizer Physiker.

## Leben
Er besucht das Gymnasium in Morges, das freie Gymnasium Bern, und bestand die Maturität am städtischen Gymnasium in Bern. Danach studierte er an den Universitäten von Bern, Strassburg, und Zürich. Er promovierte 1893 bei Heinrich Friedrich Weber in Zürich. Danach (1893–1903) unterrichtete er Physik und Mathematik am freien Gymnasium Bern. 1894 habilitierte er sich in Physik und wurde Privatdozent, ab 1904 Titularprofessor in Bern. Dort war er 1906 bis 1913 ausserordentlicher Professor, und schliesslich 1913 bis 1939 ordentlicher Professor für theoretische Physik (als Erster in der Schweiz). Von 1921 bis 1922 war er Rektor dieser Universität.
1892 wurde er Mitglied der Naturforschenden Gesellschaft in Bern, 1898 war er ihr Sekretär, 1904 bis 1906 und 1912 bis 1914 Vizepräsident und Präsident, ab 1939 Ehrenmitglied. Er war auch Mitglied der Schweizerischen Naturforschenden Gesellschaft, deren Vizepräsident er von 1917 bis 1922 war. Auch gehörte er der Schweizerischen Physikalischen Gesellschaft an, deren Vizepräsident er von 1916 bis 1918 und Präsident von 1919 bis 1920 war. Er beteiligte sich an der Gründung der Physikzeitschrift Helvetica Physica Acta, stand der Eidgenössischen Meteorologischen Kommission als Präsident vor, und im Zusammenhang mit seiner christlichen Weltanschauung und seiner Ablehnung des Materialismus wurde er Mitglied des Keplerbundes.
Gruners Nachlass befindet sich in der Burgerbibliothek Bern.

## Wissenschaftliches Werk
Er verfasste wissenschaftliche und populärwissenschaftliche Arbeiten zu einer Reihe von Themen. Besonders bekannt wurden seine Arbeiten zur Optik trüber Medien und Dämmerungserscheinungen, jedoch veröffentlichte er auch in den Gebieten der Relativitätstheorie und ihrer graphischen Darstellung mittels speziellen Minkowski-Diagrammen, Radioaktivität, Elektronentheorie, kinetische Gastheorie, Thermodynamik, Quantenphysik.

## Gruner und Einstein
Albert Einstein wurde 1903 von einem Kollegen am Patentamt in Bern, Josef Sauter, in die Naturforschende Gesellschaft in Bern eingeführt, wo er mit Sauters Freund Paul Gruner, damals Privatdozent für theoretische Physik, zusammentraf. Einstein hielt einige Vorträge im Hause Gruners und korrespondierte von nun an mit ihm. Einstein suchte 1907 um die Habilitation als Privatdozent an und wurde von Gruner, nun ausserordentlicher Professor in Bern, unterstützt. 1908 wurde Einstein schliesslich Privatdozent in Bern.

## Minkowski-Diagramm

Symmetrisches Minkowski-Diagramm gemäss Gruner

Ab Mai 1921 entwickelten Gruner und Josef Sauter symmetrische Minkowski-Diagramme. In Arbeiten von 1922 bis 1924 erweiterte er seine Analysen. (Siehe Symmetrisches Minkowski-Diagramm für mathematische Details).
1922 erklärte er, dass die Konstruktion solcher Diagramme die Einführung eines dritten Bezugssystems mit orthogonalen Raum- und Zeit-Achsen wie in gewöhnlichen Minkowski-Diagrammen erlaubt. Folglich ist es möglich, dass die Koordinaten der anderen beiden Inertialsysteme {\displaystyle S} und {\displaystyle S'} auf diese Achsen projiziert werden, wodurch ein sogenanntes "universelles Bezugssystem" mit "universellen Koordinaten" für jeweils ein Systempaar geschaffen werden kann. Gruner erklärte, dass kein Widerspruch zur Relativitätstheorie vorliegt, da diese Koordinaten nur für jeweils ein Systempaar gültig sind. Er fügte hinzu, dass er nicht der Erste war, der universelle Koordinaten benutzte, und verwies auf zwei Vorläufer:
Edouard Guillaume analysierte 1918 zwei Inertialsysteme und behauptete, eine Universalzeit im Sinne der Galilei-Newtonschen Mechanik gefunden zu haben, was er als Widerspruch zur Relativitätstheorie interpretierte. Für Details zu Diskussionen mit dem Relativitätskritiker Guillaume, siehe Genovesi (2000).
Guillaumes Fehler wurde durch Dmitry Mirimanoff (März 1921) aufgedeckt, der zeigte, dass kein Widerspruch zur Relativitätstheorie vorliegt. Guillaumes Universalzeit geht nämlich durch Anwendung eines konstanten Faktors aus der Zeit eines "Mittelsystems" zwischen zwei Inertialsystemen hervor. Ein Mittelsystem ist gemäss Mirimanoff dadurch definiert, dass von dessen Perspektive aus jeweils zwei Inertialsysteme mit derselben Geschwindigkeit in entgegengesetzte Richtung bewegt sind. Folglich gilt diese "universelle" Zeit nur in Bezug auf ein einziges Systempaar, da sie von der jeweiligen Relativgeschwindigkeit der beiden betrachteten Systeme abhängt. Somit hat sie keine weitergehende physikalische Bedeutung.
Auch Gruner kam zum selben Schluss wie Mirimanoff und würdigte ihn für die korrekte Interpretation dieser „Universalsysteme“. Gruner würdigte auch Guillaume als den ersten, der gewisse mathematische Zusammenhänge erfasst hat, jedoch kritisierte er ihn für die fehlerhafte Interpretation und damit zusammenhängend dessen irregeleitete Kritik an der SRT.

## Werke (Auswahl)
- Astronomische Vorträge. Nydegger Baumgart., Bern 1898.
- Die radioaktiven Substanzen und die Theorie des Atomzerfalls. A. Francke, Bern 1906.
- Kurzes Lehrbuch der Radioaktivität. A. Francke, Bern 1911.
- Leitfaden der geometrischen Optik. P. Haupt, Bern 1921.
- Elemente der Relativitätstheorie. P. Haupt, Bern 1922.
- mit Heinrich Kleinert: Dämmerungserscheinungen. H. Grand, Hamburg 1927.
- Menschenwege und Gotteswege im Studentenleben. Persönliche Erinnerungen aus der christl. Studentenbewegung. BEG-Verlag, Bern 1942.